# هاري هندرسون (لاعب كريكت)
هاري هندرسون (23 سبتمبر 1923 - 1997)  (بالإنجليزية: Harry Henderson)‏ هو لاعب كريكت بريطاني (وحمل سابقاً جنسية المملكة المتحدة لبريطانيا العظمى وأيرلندا).